# Nawoloki
Nawoloki (russisch Наволоки) ist eine Stadt in der Oblast Iwanowo (Russland) mit 10.206 Einwohnern (Stand 14. Oktober 2010).

## Geografie
Die Stadt liegt etwa 120 km nordöstlich der Oblasthauptstadt Iwanowo am rechten Ufer der Wolga.
Nawoloki gehört zum Rajon Kineschma und liegt knapp zehn Kilometer westlich des Rajonzentrums.

## Geschichte
Nawoloki entstand in den 1880er Jahren als Arbeitersiedlung im Zusammenhang mit der Errichtung einer Textilfabrik.
1938 wurde das Stadtrecht verliehen.

### Bevölkerungsentwicklung
| Jahr | Einwohner |
| ---- | --------- |
| 1939 | 12.301    |
| 1959 | 13.832    |
| 1970 | 13.471    |
| 1979 | 12.772    |
| 1989 | 12.434    |
| 2002 | 11.248    |
| 2010 | 10.206    |

Anmerkung: Volkszählungsdaten

## Kultur und Sehenswürdigkeiten
Die Stadt besitzt ein Geschichtsmuseum.

## Wirtschaft und Infrastruktur
Wichtigstes Unternehmen ist ein Werk für Baumwollstoffe.
Die Stadt ist Endpunkt einer 16 Kilometer langen Eisenbahnstrecke (nur Güterverkehr) von Kineschma.